# 梟の城
『梟の城』（ふくろうのしろ）は、司馬遼太郎の長編小説。1958年（昭和33年）4月から翌1959年（昭和34年）2月まで宗教専門紙「中外日報」に連載し講談社で刊行された。1960年（昭和35年）前半期の直木賞（第42回）を受賞している。

## 概要
連載時の題名は『梟のいる都城』。京の都で暗躍し闇に生きる忍者を、夜行性で単独生活をするフクロウに喩えている。こちらの方が作品内容の意味が通るとも指摘があるが、語呂が悪かったのか、単行本刊行に際し「梟の城」に改題されている。
それまで新聞記者であった司馬が作家となる契機となった作品である。司馬が初期に多く手がけた忍者小説の1つで、独自の歴史解釈を交えた後年の歴史小説群とはかなり趣が異なっている。組織のなかで生き、豊臣秀吉の暗殺を狙う葛籠重蔵と、伊賀を捨て武士として立身出世しようとする風間五平の2人の生き方を描く。徳川家康や服部半蔵、石川五右衛門など、実在人物も巧みに配置されている。忍者同士のアクションシーンの描写が評価され、1963年（昭和38年）、1999年（平成11年）の2度にわたり映画化された。1960年（昭和35年）にテレビドラマ化されている。また、1973年（昭和48年）に司馬作品の『国盗り物語』が大河ドラマ化された際には、原作の一部となった。1963年（昭和38年）には久松文雄の作画で東邦図書出版社から漫画版が出版されている。

## あらすじ
織田信長による伊賀侵攻である天正伊賀の乱から10年後、伊賀忍者・葛籠重蔵（つづらじゅうぞう）は隠遁生活を送っていた。仇としていた信長はすでにこの世の人ではなくなり、生きる希望を失っていたが、かつての師匠・下柘植次郎左衛門から、信長の後を継ぐ形で天下人になった太閤秀吉を暗殺するという依頼を受ける。忍者としての生涯を華々しく終えることのみを考えていた重蔵は依頼を引き受け、秀吉暗殺に乗り出す。
堺の豪商・今井宗久のもとへ向かう途中、小萩という、宗久の養女が現れ、ふたりは通じ、密かに愛し合うようになる。だが、彼女は重蔵を見張る役目を持ったくノ一だった。重蔵は木さる、黒阿弥らとともに、伊賀を裏切った風間五平らと対決し、秀吉の居城伏見城へ潜入する。

## 書誌情報
- 『梟の城』（講談社、1959年）、新版1980年
- 『梟の城』（講談社 ロマン・ブックス、1961年）
- 『梟の城』（新潮文庫 解説村松剛、1965年）、改版 1989年、同2002年
- 『梟の城』（春陽文庫、1967年）、新版 1996年
- 『司馬遼太郎全集 1 梟の城、上方武士道』（文藝春秋、1973年）

## 映画作品

### 忍者秘帖 梟の城
1963年（昭和38年）3月24日に封切り公開。東映製作・配給。カラー、シネマスコープ、91分。
スタッフ
- 監督：工藤栄一
- 企画 - 橋本慶一、三村敬三
- 脚本：池田一朗
- 撮影 - わし尾元也
- 照明 - 前田光秋
- 録音 - 野津裕男
- 美術 - 富田治郎
- 音楽：鈴木静一
- 法竹吹定：海童道宗祖
- 編集：河合勝巳
- 助監督：山内鉄也
- 記録 - 河島利江
- 装置 - 米沢勝
- 装飾 - 川本宗春
- 美粧 - 林政信
- 結髪 - 桜井文子
- 衣裳 - 小林勝
- 擬斗 - 足立伶二郎
- 武芸指導 - 中島正義
- 進行主任 - 田村裕夫

キャスト
- 葛籠重蔵：大友柳太朗

- 風間五平：大木実
- 小萩：高千穂ひづる

- 木さる：本間千代子
- あゆら：立川さゆり
- 雲太郎：河原崎長一郎

- 下柘植次郎左衛門：原健策
- 黒阿弥：河野秋武
- 摩利支天洞玄：戸上城太郎
- 松浦蔵人：阿部九洲男
- 今井宗久：三島雅夫

- 前田玄以：菅貫太郎
- 名張りの耳：花沢徳衛
- 妙兵衛：中村錦司
- 上柘植の佐吉：近江雄二郎
- 楠：松浦築枝
- 太閤秀吉：織田政雄

- 上野の鹿次：阿波地大輔
- 大名源左衛門：立花雄吉
- 平川のたひょうえ：南方英二
- 捕り手：藤原勝
- 有川正治
- 唐沢民賢
- 拓植太郎清広：矢奈木邦二郎

### 梟の城 owl's castle
1999年（平成11年）10月30日公開。配給は東宝。篠田監督の時代劇映画としては1995年（平成7年）の『写楽』以来。篠田正浩は1996年（平成8年）に死去した原作者の司馬遼太郎と長い親交があり、1964年（昭和39年）には司馬作品の『幕末』を映画化している。SFXを使用したミニチュアと、CGと実写映像のデジタル合成が特徴的で、堺の町並みや聚楽第など、安土桃山時代を再現した。同様の手法は2003年（平成15年）公開の『スパイ・ゾルゲ』でも用いられた。松竹京都映画撮影所のほか、ロケ地には広島みろくの里写楽オープンセット・彦根城・比叡山延暦寺・錦帯橋で行われた。
スタッフ
- 監督：篠田正浩
- 脚本：篠田正浩、成瀬活雄
- 音楽：湯浅譲二
- アクションスーパーバイザー：毛利元貞
- SFXスーパーバイザー：川添和人
- 美術：西岡善信
- 美術アドバイザー・タイトルデザイン：浅葉克己
- 衣装：朝倉摂
- 時代考証：高津利治
- 散楽指導：茂山千之丞
- 能指導：観世榮夫
- 特殊メイク：原口智生、宗理起也
- アクションコーディネーター：山岡淳二
  - アクションクルー：青木哲也、中村健人、夏山剛一、坂本隆、竹内康博、辻本一樹、横山一敏、梛野素子、蜂須賀昭二、岡元次郎、大林勝、奥深山新、吉田和宏、太田雅之、宮本浩光、渡辺智隆、大久保幸治
- 蓮の花写真：鈴木薫
- 結印イラストレーション：奥村靫正
- 特殊効果：栩野幸知
- SFX・CG：スペイシイ、マリンポスト、クロースタジオ、デザインコンビナート、日本映像クリエイティブ、LOOP HOLE、ダイキン工業、コンパック、日立製作所、日製産業、アドテックス
- 現像：IMAGICA
- プロデューサー：角谷優、鯉渕優
- 製作協力：C.A.L、映像京都、松竹京都映画
- 企画：松前洋一
- 製作プロダクション：表現社
- 製作：フジテレビジョン、東宝、任天堂、平和、産経新聞社、ニッポン放送、ポニーキャニオン、サンケイリビング新聞社、IMAGICA

キャスト
- 葛籠重蔵：中井貴一
- 小萩：鶴田真由
- 木さる：葉月里緒菜
- 風間五平：上川隆也
- 摩利支天洞玄：永澤俊矢
- 服部半蔵：根津甚八
- 下柘植次郎左衛門：山本學
- 黒阿弥：火野正平
- 前田玄以：津村鷹志
- 今井宗久：小沢昭一
- 徳川家康：中尾彬
- 雲兵衛：筧利夫
- 石田三成：花柳錦之輔
- 老女・楠：馬渕晴子
- 淀君：田中伸子
- 上野弥兵衛：若松武史
- シテの秀吉：観世榮夫
- 豊臣秀吉：マコ・イワマツ
- ナレーター/葛籠太郎兵衛：中村敦夫
- 北政所：岩下志麻
- 本多正信：益富信孝
- 前田利家：横山あきお
- 伊勢屋の小僧：笠原秀幸
- 木さる（子役）：稲坂亜里沙
- 重蔵の妹：佐々木彩
- 小早川隆景：家辺隆雄
- 宇喜多秀家：櫻木誠
- 豊臣鶴松：稲富まりん
- 浅野長政：友寄隆徳

- 谷口高史、山西惇、茂山宗彦、茂山逸平、茂山童司、田尻茂一、田鍋謙一郎、水谷ケイ、森たまき、渡辺寛二、

出典：東宝WEB SITE・資料室（梟の城）

## テレビドラマ
1960年（昭和35年）4月4日から4月18日まで、フジテレビ系列の『三菱ダイヤモンド劇場』（月曜20:30 - 21:00。新三菱重工(現：三菱自動車工業)一社提供）の「直木賞シリーズ」の枠で放送。
キャスト
- 葛籠重蔵：富田浩太郎
- 風間五平：南原宏治
- 鳳八千代
- 高木二朗
- 富士眞奈美
- 加藤精一
- 福原秀雄
- 金井修

| フジテレビ系 三菱ダイヤモンド劇場 | フジテレビ系 三菱ダイヤモンド劇場 | フジテレビ系 三菱ダイヤモンド劇場 |
| 前番組                            | 番組名                            | 次番組                            |
| --------------------------------- | --------------------------------- | --------------------------------- |
| 団十郎切腹事件                    | 梟の城                            | 強情いちご                        |